# Tonalá (Jalisco)
Tonalá è un comune del Messico, situato nello stato di Jalisco.